# Valérie Couteron
Pour les articles homonymes, voir Couteron (homonymie).
Valérie Couteron est une photographe indépendante française née en 1967 à Chalon-sur-Saône en Saône-et-Loire.
À travers son travail, elle s'attache à mettre en lumière des femmes et des hommes exerçant des métiers peu reconnus, souvent soumis à des horaires et à des conditions de travail difficiles.

## Biographie

### Jeunesse et études
Valérie Couteron naît en 1967 à Chalon-sur-Saône en Saône-et-Loire.

### Carrière professionnelle
À travers son travail, elle s'attache à mettre en lumière des femmes et des hommes exerçant des métiers peu reconnus, souvent soumis à des horaires et à des conditions de travail difficiles,.

#### Industries
Elle commence à s'intéresser au monde industriel en 1998, dans l'usine de Saint-Gobain où son grand-père a été ouvrier,. Elle poursuit son travail chez Armor Lux et à La Snecma. Sa série, constituée de portraits d'ouvriers est exposée aux Promenades photographiques de Vendôme en 2005 et au Centre d’art et photographie de Lectoure en 2006.

#### Corps oubliés

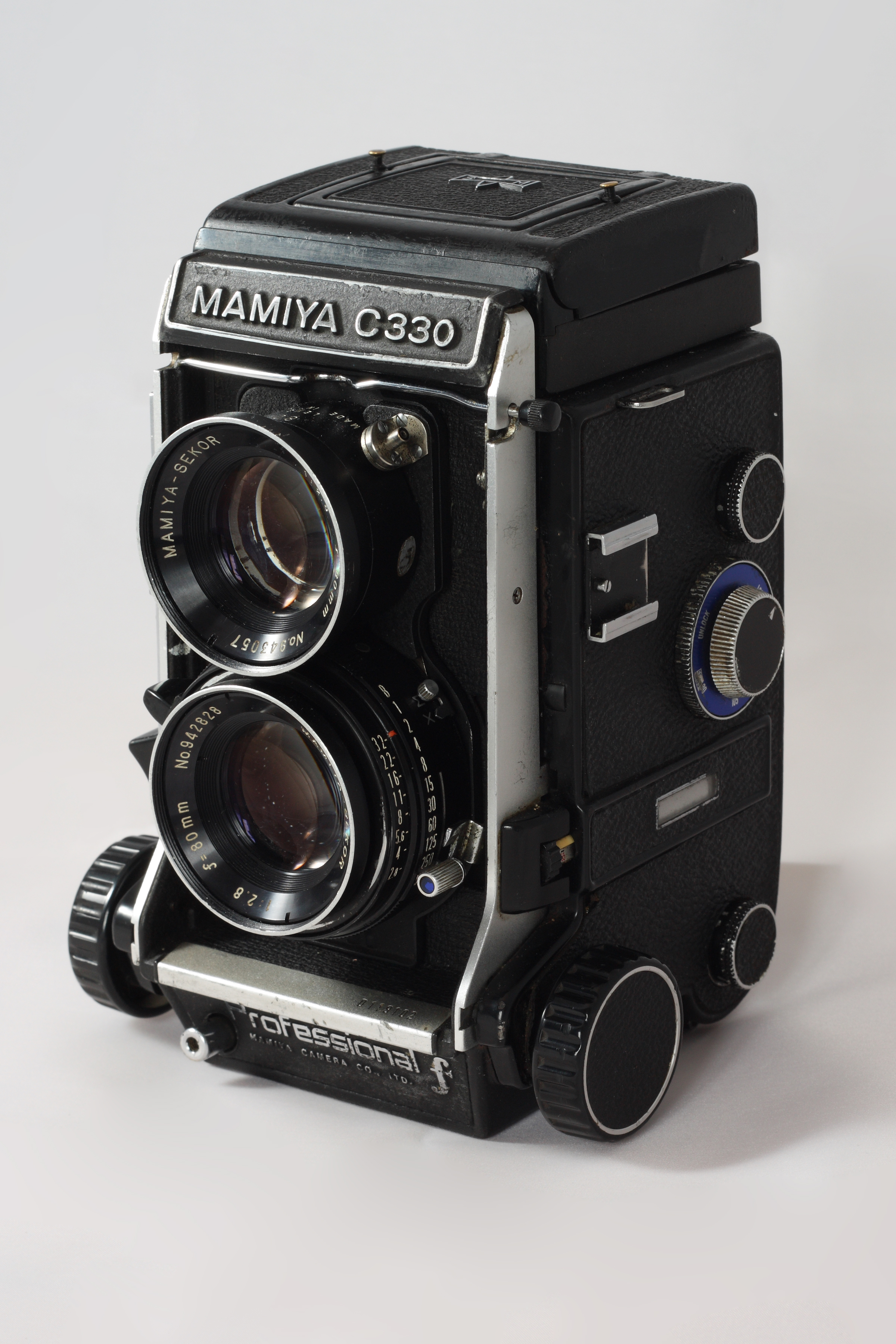
Valérie Couteron utilise un Mamiya C330 pour sa série Corps oubliés.

Pour son projet Corps oubliés, Valérie Couteron réalise six séries de photos entre 2005 et 2007 où elle tente de mesurer les effets du travail sur les visages et les corps de femmes exerçant des métiers éreintants autant que dévalorisés. Elle photographie les hôtesses de caisse du supermarché Auchan dans le quartier de La Défense à Puteaux en 2005, les femmes de chambre de l'hôtel Costes à Paris et les ouvriers de l'abattoir Bernard Jean Floc'h à Locminé en 2006, les ouvrières de l'usine Armor Lux à Quimper, les serveuses du Buffalo Grill de Chalon sur Saône et les brancardiers de l'institut Gustave Roussy à Villejuif, 2007. Elle déclare qu'elle « a envie de photographier leur beauté, leur humanité, et que les gens les regardent, les regardent vraiment, sans apitoiement surtout. »
En 2014, le festival Images Singulières de Sète présente trois de ces séries, sur les caissières, les femmes de chambre et les serveuses. Elle sont exposées en 2017-2018 à la Bibliothèque Nationale de France en 2017-2018 lors de l'exposition collective Paysages français,,. Elle utiliser pour ce projet un appareil photo Mamiya c330.

#### Ceux qui réparent
En septembre 2019, elle entame une résidence à l'usine Proteor à Seurre en Côte d’Or, à l'initiative de l'association Juste une mise au point. Durant trois semaines, elle photographie les salariés, du numéro un français de l'orthopédie, fabricant de prothèses et d'orthèses pour des patients atteints de multiples handicaps,.
Valérie Couteron déclare à propos de ce projet : « Au fil des rencontres et des échanges j’ai retrouvé la fierté, les codes, les savoir-faire d’une classe ouvrière en perte d’identité et de reconnaissance. » Ses photos sont exposées à l'Église Saint-Philibert de Dijon en 2021.

#### Mon histoire avec la Manu
En 1998, elle se rend à la Manufacture des tabacs de Morlaix pour photographier les ouvriers et ouvrières, à la suite de l’annonce d’une potentielle fermeture de l’entreprise. Elle y revient vingt ans plus tard pour les portraiturer à nouveau, à l'initiative du SEW et du Centre national pour la création adaptée (CNCA),,.

#### Prendre soin
Lauréate en 2022 de la Grande Commande photographique du ministère de la Culture, portée par la BNF, elle photographie les hommes et des femmes aides à domicile et des personnes isolées dont ils prennent soin dans les territoires ruraux de l’Indre et de la Creuse,,.
Pendant plusieurs années, elle a mené un travail photographique dans un EHPAD à Compiègne, où elle a photographié des femmes âgées de 80 à 100 ans.
Ses photos sont publiées dans Libération,, Le Monde, Télérama, L'Humanité.

## Expositions majeures
- 2023 : La Grande commande (collective), au festival Images Singulières à Sète
- 2021 : Mon histoire avec la Manu, au SEW à Morlaix
- 2021 : Ceux qui réparent, à Dijon
- 2017 : Paysages français, à la Bibliothèque nationale de France[20]
- 2014 : Corps Oubliés, au festival Images Singulières à Sète
- 2006 : Cheminements, C’est la vie ! (collective), au Centre d'art et de photographie de Lectoure[21]
- 2005 : Promenades Photographiques de Vendôme